# RPC TV
RPC TV Canal 4 est une chaîne de télévision panaméenne en langue espagnole lancée le 14 mars 1960 et appartenant à Corporacion Medcom.
La chaîne diffuse des nouvelles, sports, émissions de divertissement, des séries américaines doublées, et autres.